# فيلي كراوس
فيلي كراوس (بالألمانية: Willi Kraus)‏ (1 مايو 1943 بألمانيا - 19 أكتوبر 2008 في ألمانيا) هو لاعب كرة قدم ألماني في مركز الهجوم. لعب مع شالكه 04 وغو أهد إيغلز وتنس بوروسيا برلين.

## وصلات خارجية
- فيلي كراوس على موقع قاعدة بيانات كرة القدم.إي يو (الإنجليزية)
- فيلي كراوس على موقع بيانات كرة القدم. دي إي (الألمانية)